# 酸辣湯麺

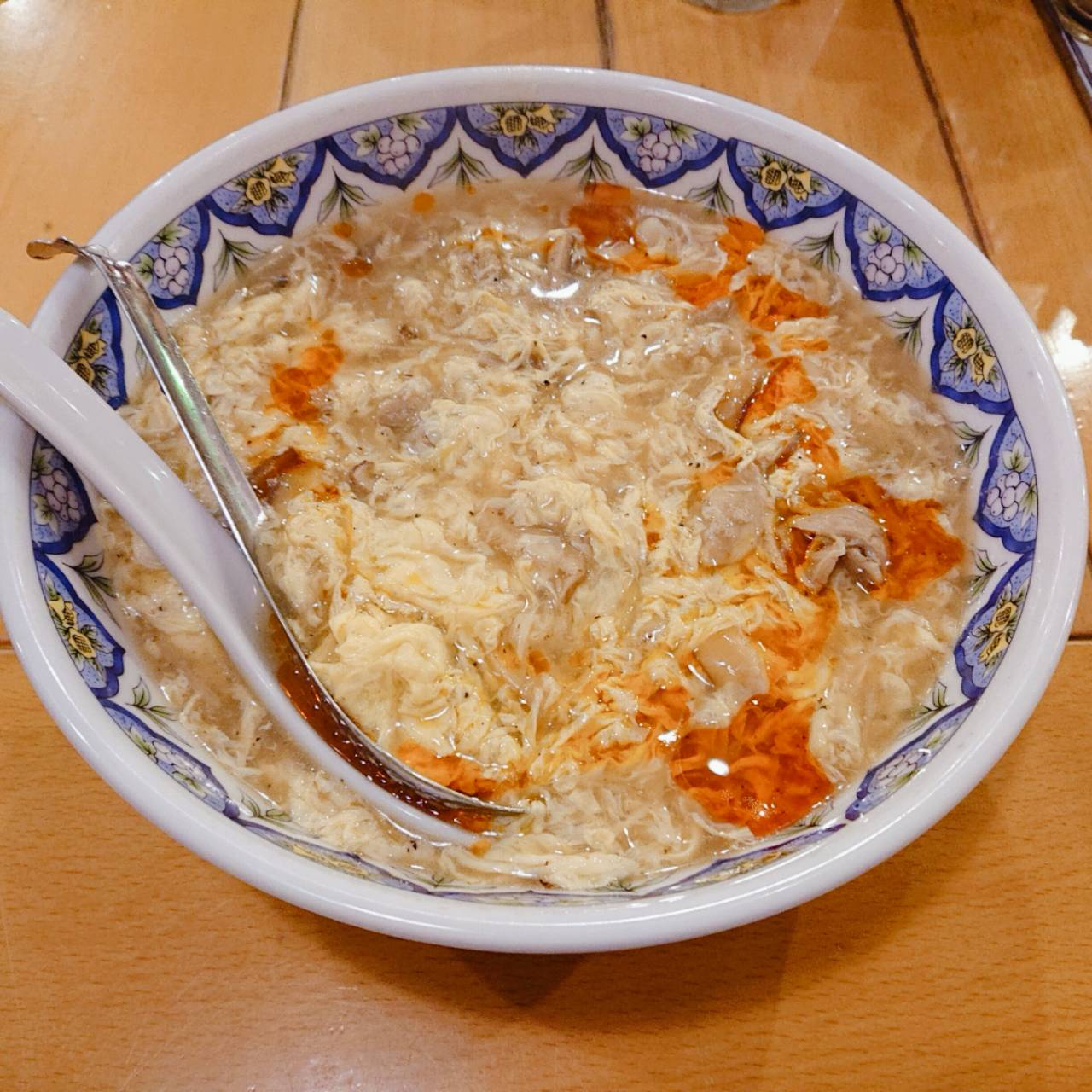
揚州商人の酸辣湯麺

酸辣湯麺（スーラータンメン、サンラータンメン）は、日本式中華料理のラーメン。中華料理のスープである酸辣湯に麺を入れたものである。
酸辣湯は中国でもポピュラーなスープであるが、中国でこれに麺を入れて食することはない。日本の東京都港区赤坂の中国料理店「榮林」（2022年に東京都新宿区神楽坂に移転）が酸辣湯麺の発祥とされる。
元は「榮林」の賄い料理であったが、1970年までには商品化され「榮林」のメニューに掲載されるようになった。しかしながら、当初は人気メニューとは言い難く、1日に1食から2食しか注文が入らない日々であった。卵がふわっとしたなめらかな食感になるよう調理法を改良していった結果、徐々に酸辣湯麺の人気も高まり、1990年ごろにはランチタイムの注文の約1割が、1995年頃には約8割以上の客が注文するという「榮林」の名物料理となった。「榮林」では麺との相性を考えて、酸辣湯と酸辣湯麺とでは具材を変えている。なお、「榮林」では酸辣湯の読みは「スーラータン」であり、これは「酢と辣油だからスーラータン」の意味合いである。
明星食品から発売されているカップラーメン「榮林 トマト酸辣湯麺」は前述の「榮林」が監修を行っている。